# Kyobiz
『Kyobiz』（キョウビズ）は、2022年4月1日から2024年3月29日までKBS京都テレビで放送されていた経済関連の報道番組。

## 概要
『京biz』、『京bizW』、『京bizS』、『京bizX』に続く京bizシリーズの第5弾。京都の経済動向を伝えるコーナーを中心に著名人へのインタビューなど、経済以外のコーナーも併せて放送していた。
なお、番組2回目までのタイトルは「京biz」と表記されていたが、3回目より「Kyobiz」と表記変更されている。
2024年3月29日の放送をもって終了し、京bizから通算して17年の歴史に幕を閉じた。2024年4月5日からは後継番組である、きょうと経済テラス キュンと！が開始した。

## 放送時間
- 2022年4月1日 - 2024年3月29日 21:00-22:25

## キャスター
- 竹内弘一 - 『京biz』『京bizW』『京bizS』『京bizX』からの継続。
- 海平和（KBS京都アナウンサー）2023年10月より産休。
- 羽田優里奈（2023年10月～）『京bizX』(～2022年3月)以来の出演。
- 家山美折
- 市川いずみ （2023年4月～）
- 山本大喜（2023年5月～）
- 風間友里加

## コメンテーター
- 西脇隆俊（現・京都府知事）
- 水巻善典（プロゴルファー）
- 山田啓二（元・京都府知事）
- 矢島里佳 (aeru代表)
- 鈴鹿可奈子 (聖護院八ッ橋総本店 専務)
- 安田洋祐 (経済学者)
- 堀場厚（堀場製作所 代表取締役会長・グループCEO）
- 堀潤（ジャーナリスト）

## 主なコーナー
竹内弘一責任編集 ジャーナルX
その週に主に京都で起きたニュースを伝える。メインキャスター竹内弘一が、現場に飛び出し独自の視点でリポート、スタジオでわかりやすく解説するコーナー。
ビジタネ
京都府内の中小企業を竹内キャスター、海平アナウンサーが取材し、その模様を伝える。
おさらいエコのみぃ
京都の経済ニュースを伝える。担当は海平アナウンサー。
8ミニッツ
竹内キャスターの著名人へのインタビューコーナー。経済関連の話題には特化しておらず、公開される映画の出演者が出演する場合もある。
マチネタ
京都の新店舗など、話題のスポットを家山美折が取材し、その模様を伝える。飲食店の場合、各アナウンサーがお店で提供されているアルコール類を飲む場面が多い。
すぐれもの
海平アナウンサーが、京都ゆかりの「すぐれもの」な商品を紹介する。商品を製造している社員がプレゼンゲストとして招かれる。
KyotoISM
京都に関連するトピックスを伝える。同局で平日17:35～18:00に放送中の「きょうとDays」で取り上げた特集を、テロップ等を再編集して放送することも多い。
ブレインショット
コメンテーターに水巻プロが出演する場合に放送。竹内キャスターにゴルフの技術を伝授する。
京の手みやげ
番組終了前のコーナーで、京都の土産品を紹介する。
エンディングは、三条大橋交差点を映したお天気カメラの映像であるが、京都でのイベントの紹介を行う場合は、その映像が背景になる。

## スタッフ
- OPタイトル：第弐表現
- スタジオセット：毎日舞台
- 照明：大阪共立
- ヘアメイク：谷口友季子
- 音声：石浦一太、中川大輔(リンクス)
- カメラ：大木智和(大阪共立)、高見祐介(大阪共立)
- リモート：榎谷和樹
- VTR：梅原佳資
- SW：三谷卓也
- VE：松浦勉(大阪共立)
- プロデューサー：南哲也→薗田眞紀
- OP・EDテーマ：